# 天主教格林貝教區
天主教格林貝教區（拉丁語：Dioecesis Sinus Viridis）是美國一個羅馬天主教教區，屬密爾沃基總教區。成立於1868年3月3日。
範圍包括威斯康辛州東北部，教座位於綠灣。2006年有教友369,556人（佔轄區總人口37.0%）、169個堂區、302名司鐸。現任教區主教達味·L·里肯。